# Acoryphella robusta
Acoryphella robusta är en insektsart som beskrevs av Baccetti 1984. Acoryphella robusta ingår i släktet Acoryphella och familjen gräshoppor. Inga underarter finns listade i Catalogue of Life.